# Oskar Andersson (tecknare)

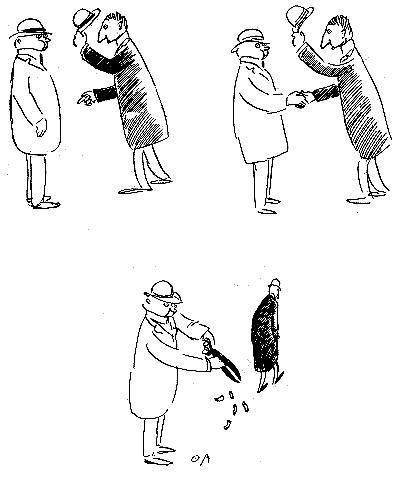
OA – Mannen som gör hvad som faller honom in (serie 1902-1906). Detta är den omdiskuterade serien, där "Mannen" hälsar på en stornäst man.

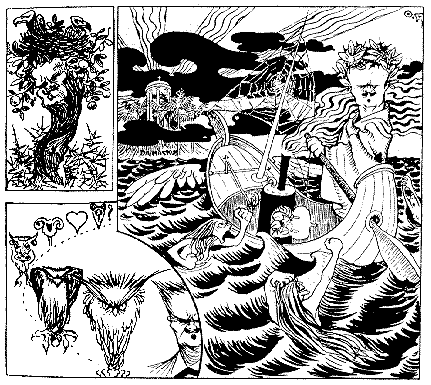
August Strindberg porträtterad som naturalist, darwinist och symbolist. Karikatyr av OA (cirka 1900).

Oskar Emil Andersson, signaturen OA, född 11 januari 1877 på Kungsholmen i Stockholm, död 28 november 1906 på Ekerö, Stockholms län (självmord), var en svensk skämt- och serietecknare. Under sin knappt decennielånga tecknarkarriär hann han med att göra sig ett namn både som seriepionjär och som en säregen och egensinnigt absurd bildsatiriker. OA skapade bland annat Mannen som gör hvad som faller honom in, en pantomimserie som allmänt anses vara den första svenska tecknade serien, samt Urhunden. Han var dock i första hand producent av fristående skämtteckningar som han gestaltade med sin "originella fantasi och groteska gestaltningsförmåga" (Nordisk Familjebok, 1922). Bilderna utmärks både av en formell elegans och en komisk idérikedom, men de känns ofta också igen på grund av sin kyla och svartsyn.
OA tecknade först och främst för karikatyrer i tidningarna Söndags-Nisse och Strix under åren 1897–1906. Många av OA:s skämt är överraskande gångbara även i dag. Han hade en unik känsla för det absurda, och flera av hans teckningar bär också en politisk eller filosofisk framtoning.

## Biografi

### De första åren

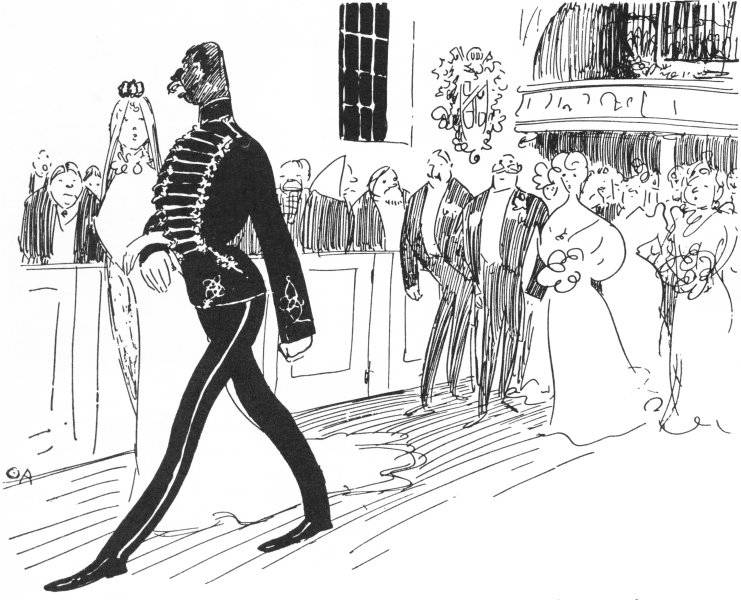
Löjtnanten till sin brud: "För jävälen, Amanda, gå i takt!" (cirka 1900). Denna OA-karikatyr är en av många där militärer syns i en mindre fördelaktig dager.

OA började tidigt att arbeta på Kungliga Myntverket, där även fadern arbetade som gjutare. Han trivdes inte och började som femtonåring på Tekniska skolan. Tre år senare började han på Tekniska skolans Högre Konstindustriella skola (där han studerade tillsammans med bland andra Carl Milles och lärde sig att rita möbler). Trots att han fick goda betyg lockades han inte av formgivning, utan han tog en kvällskurs i teckning för att vidareutveckla sin färdigheter i karikatyrer.
När OA sökte upp tidningen Söndags-Nisse 1897, vid 20 års ålder, hade Albert Engström precis slutat för att starta Strix. Redaktören Hasse Z gillade OA:s skämtteckningar och lät honom ersätta Engström. OA var omtyckt av Söndags-Nisses läsare men fick – som många av dåtidens skämttecknare – sämre betalt. OA skulle senare även komma att medverka i Strix, där hans första signerade teckning publicerades 23 september 1897. Hans absurda humor har gjort honom till en av de mest kända tecknarna från de svenska skämttidningarnas storhetstid.
Inspirerad av de tidiga amerikanska dagspresserierna började OA experimentera med att arbeta sekventiellt med flera bilder i följd, och han var en av de första i Sverige som regelmässigt berättade i serieform. 1899 skapade han Bröderna Napoleon och Bartolomeus Lund från Grönköpings resa Jorden runt, en svit skämtteckningar och korta serier, som publicerades som följetong i ett dussintal nummer av Söndags-Nisse.
Hasse Z blev både en mentor och god vän till OA – de sågs ofta ute i krogvimlet tillsammans. Dock var OA ingen mästare på det sociala livet; hur han än gjorde eller betedde sig blev det fel, och han blev något av driftkucku. Hans ritande blev hans revansch där han kunde driva med alla. Ett tydligt exempel på det var Mannen som gör vad som faller honom in, troligen Sveriges första återkommande serie, publicerad 1902–1906.
Arbetarsonen OA hade vissa komplex för sin dåliga bildning, åtminstone inför sina vänner Hasse Z och Albert Engström. Det försökte han råda bot på genom att påbörja en prenumeration på uppslagsverket Nordisk Familjebok. En dag, när han tydligen nått fram till bokstaven V, stötte han ihop med Albert Engström, varvid han plötsligt utbrast:
| ”                  | Hör du Albert, den där Voltaire, den måtte ha varit en jävel… | „ |
| – Oskar Andersson, |                                                               |   |

OA fick inte utlopp för allt genom sina skämtteckningar och serier. Han blev med åren allt mer deprimerad.

### De sista åren
Det var inte bara i skämtpressen som OA publicerades, även i Dagens Nyheter förekom han, särskilt flitigt under 1906. Bland annat gjorde han under sommaren artikelserien "Stockholmsfigurer" tillsammans med Beyron Carlsson (under signaturen Celestin). I september åkte han till Linköping tillsammans med Erik Nyblom (signaturen Mac) för att där skriva om en stor militär manöver. Under den vecka som de befann sig där lyckades OA bara göra två teckningar som publicerades, då han tog mycket illa vid sig av militärernas brutala beteende och hur illa de behandlade sina hästar. OA var en stor djurvän.
Det var tal om att han skulle sättas på hospital då han kom tillbaka till Stockholm, eftersom hans depression blivit mycket värre. Istället åkte han hem till sina föräldrar på Ekerö och till deras hus Bergshyddan, som OA låtit bygga åt dem. Strax nedanför huset hade han en egen ritarstuga med utsikt mot Mälaren.
OA blev med åren folkskygg och drabbades av tvångsföreställningar. De sista månaderna av sitt liv fick han ofta våldsamma raseriutbrott. Han sköt sig, 29 år gammal. Den specifika anledningen är oklar, men det har påståtts att militärövningen sommaren 1906, där han fungerade som reportagetecknare, förvärrade hans tillstånd. Flera av dåtidens nya vapen hade tagits i bruk för första gången i Sverige under övningen, och synen av starka vapen och soldater som frös, liksom behandlingen av hästar inom armén, lämnade starka spår hos honom och kan ha bidragit till hans depression.
Det har berättats att han den 28 november hamnat i bråk med ett par grannar på Ekerö. Efter det begav han sig till ångbåtsbryggan och förolämpade där en kvinna som höll på att tvätta kläder. Strax därefter hördes en smäll från skogsdungen intill. Det var OA som sköt sig själv. Innan han sköt sig hade han skurit av sig pulsåldern i handlederna. Han avled omgående. Det sägs att OA samma morgon försökt ringa Hasse Z, men inte kommit fram. OA är begravd på Ekerö kyrkas kyrkogård.

## OA:s serier

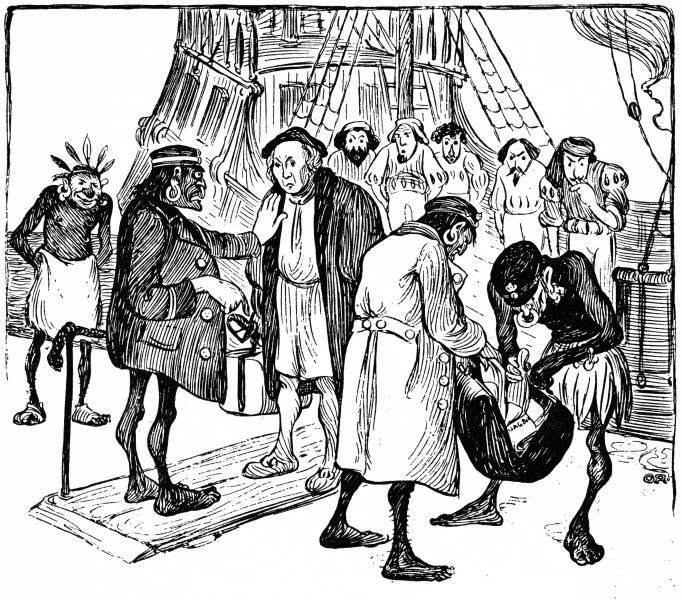
"Columbus landstiger i Amerika: Tullbehandling". OA-karikatyr från cirka 1900.

OA:s första serie var Bröderna Napoleon och Bartolomeus Lund från Grönköpings resa Jorden runt som handlade om två bortkomna bröder på en absurd resa till jordens alla hörn. Avsnitten bestod ömsom av skämtteckningar, ömsom av serier. Jorden runt publicerades som följetong i ett dussintal avsnitt i Söndags-Nisse 1899.
Urhunden från 1900-talets början handlar om ett glupskt djur som ser ut som en blandning av en hund och en dinosaurie, och har en grottmansliknande husse. Denna serie blev det enbart ett fåtal avsnitt av.
Mest känd av OA:s serier är tvivelsutan Mannen som gör hvad som faller honom in, små korta berättelser om en figur (eller möjligen flera figurer) som alltid ger efter för sina infall och inte är begränsad ens av naturlagarna. Mannen som gör vad som faller honom in slängde bort sitt paraply när det slutat regna, plockade behändigt fram en bil ur rockfickan, och klippte av sig sina fingrar då han hälsat på en man han inte tyckte om. Den sistnämnda serien har i efterhand kritiserats hårt då personen som Mannen inte vill hälsa på påstås likna en judekarikatyr. Dock finns uppgifter att den stornäste mannen hette Kristiansson, kallades "Tapiren" och hade motsatt sig OA:s inträde i Publicistklubben.
Något enstaka avsnitt gjordes även av Kvinnan som gör vad som faller henne in.

## Citat
- OA har tillskrivits uttrycket "Ett gott skratt förlänger käften!".[8] Upphovsmannen var dock sannolikt OA:s vän och skämttecknarkollega Nils Ringström.[9]
- OA ville att det på hans gravsten skulle stå "Här vilar sig O.A.". Det godkändes dock inte av kyrkogårdsnämnden.
- "Redaktören: Varför signerar du inte dina teckningar? Konstnären: Det behövs inte. Jag känner igen dem ändå."[2]

## Representerad vid
- Göteborgs konstmuseum [10]

## Eftermäle

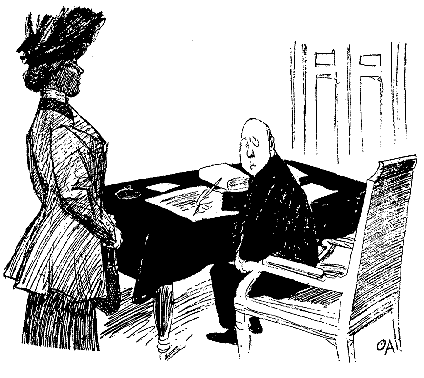
"Äktenskaplig lycka". "Fröken Ottilia Larsson ämnar ingå äktenskap med från Amerika hemkomne Johan Nyberg. Den viktiga tilldragelsen uppskjutes emellertid gång efter annan, på grund av att brudgummens prästbetyg förkommit. Slutligen gör fröken Ottilia ett sista besök på pastorsexpeditionen och säger resolut: – Nu vill jag bara säja körkoherden, att hur de än blir så börja vi på måndag!"

Efter hans död har det hållits åtminstone fyra minnesutställningar: 1916, 1920, 1931 och 1944, och till 100-årsminnet av hans födelse gav Postverket 1977 ut en frimärksserie. Hans teckningar och serier har blivit utgivna i bokform ett flertal gånger, senast 2005 (se listan över samlingsverk nedan).
| ”               | …en av de förnämsta konstnärer vi ägt. Hans teckningar tillhöra icke någon viss tid. De ha blivit klassiska. Utan att de därför hunnit bli tråkiga och främmande för nu levande människor. De roa idag lika mycket som då de första gången lektes fram. | „ |
| – Hasse Z, 1944 | |   |

## Hyllningar och parodier
- Serien Urhunden har fått ge namn åt Seriefrämjandets årliga seriepris som började delas ut 1987.
- Mannen som gör vad som faller honom in medverkar i tre rutor i Grön natt, första albumet om Tändsticksgubben och Gummitjejen av Horst Schröder och Mikael Grahn.
- Cecilia Torudd har citerat den kända repliken "Säger du snöripa så slår jag ihjäl dig" i Ensamma Mamman.
- En ful fisk av Oscar Hjelmgren är något av en modern variant av Oskar Anderssons Mannen som gör vad som faller honom in och har en liten skallig spetsörad gubbe i huvudrollen. Hjelmgren är väldigt inspirerad av O.A.,[11] vilket kanske kan förklara likheten. OA:s figur gästspelar själv i en stripp av serien.

## Galleri

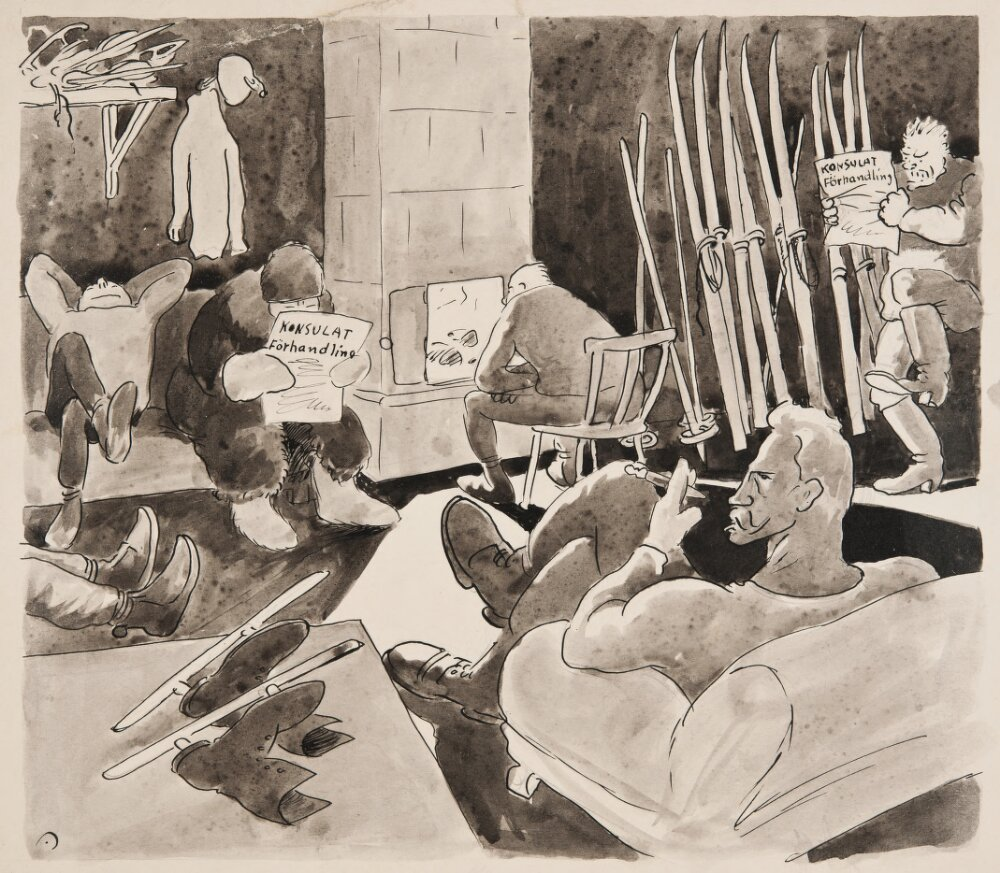
Nansen och hans följeslagare
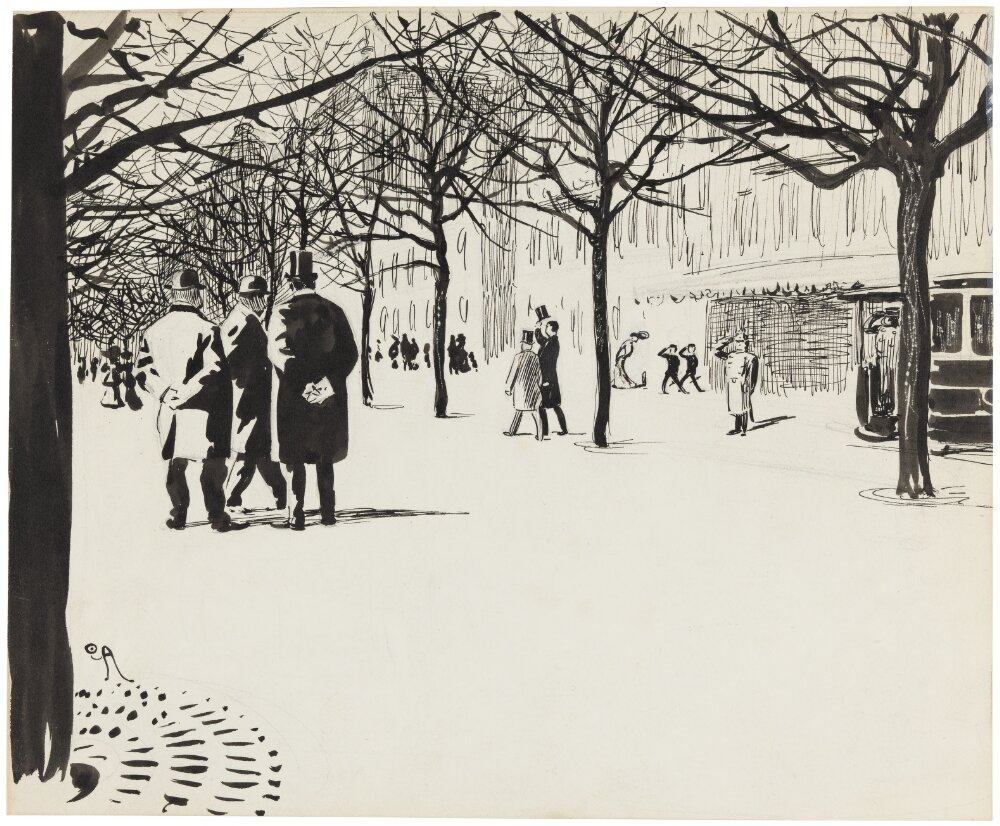
I kungsträdgården
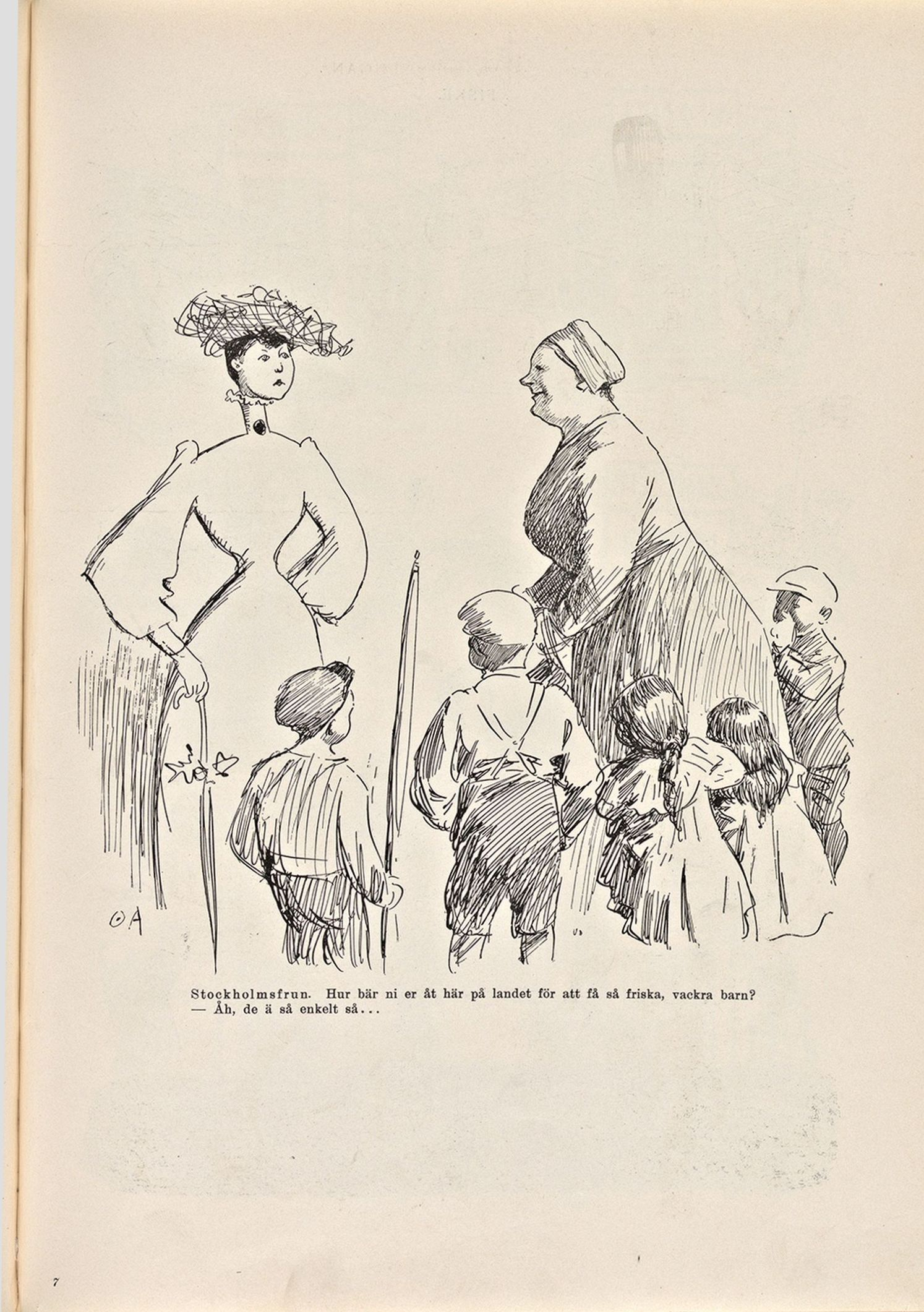
Hur bär ni er åt ..
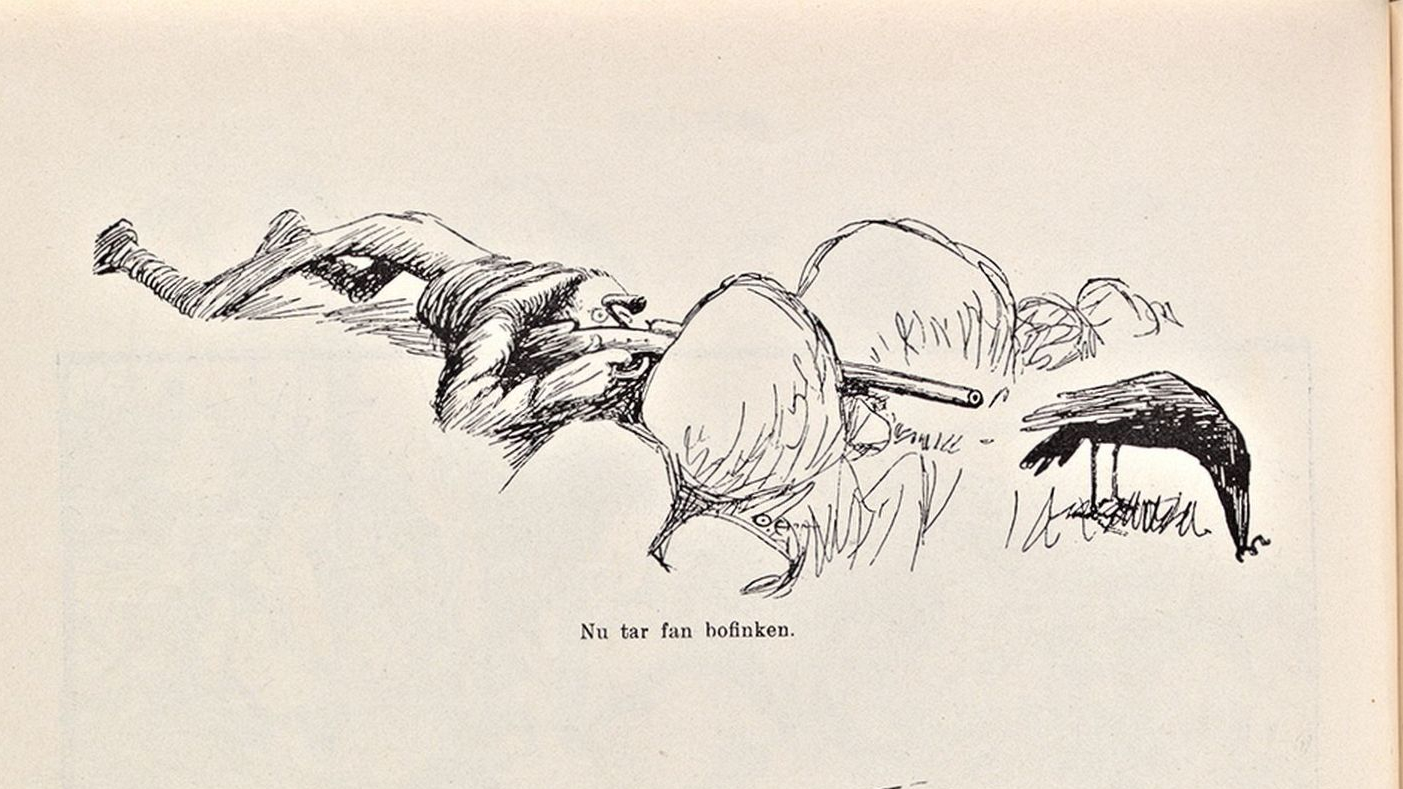
Nu tar fan bofinken
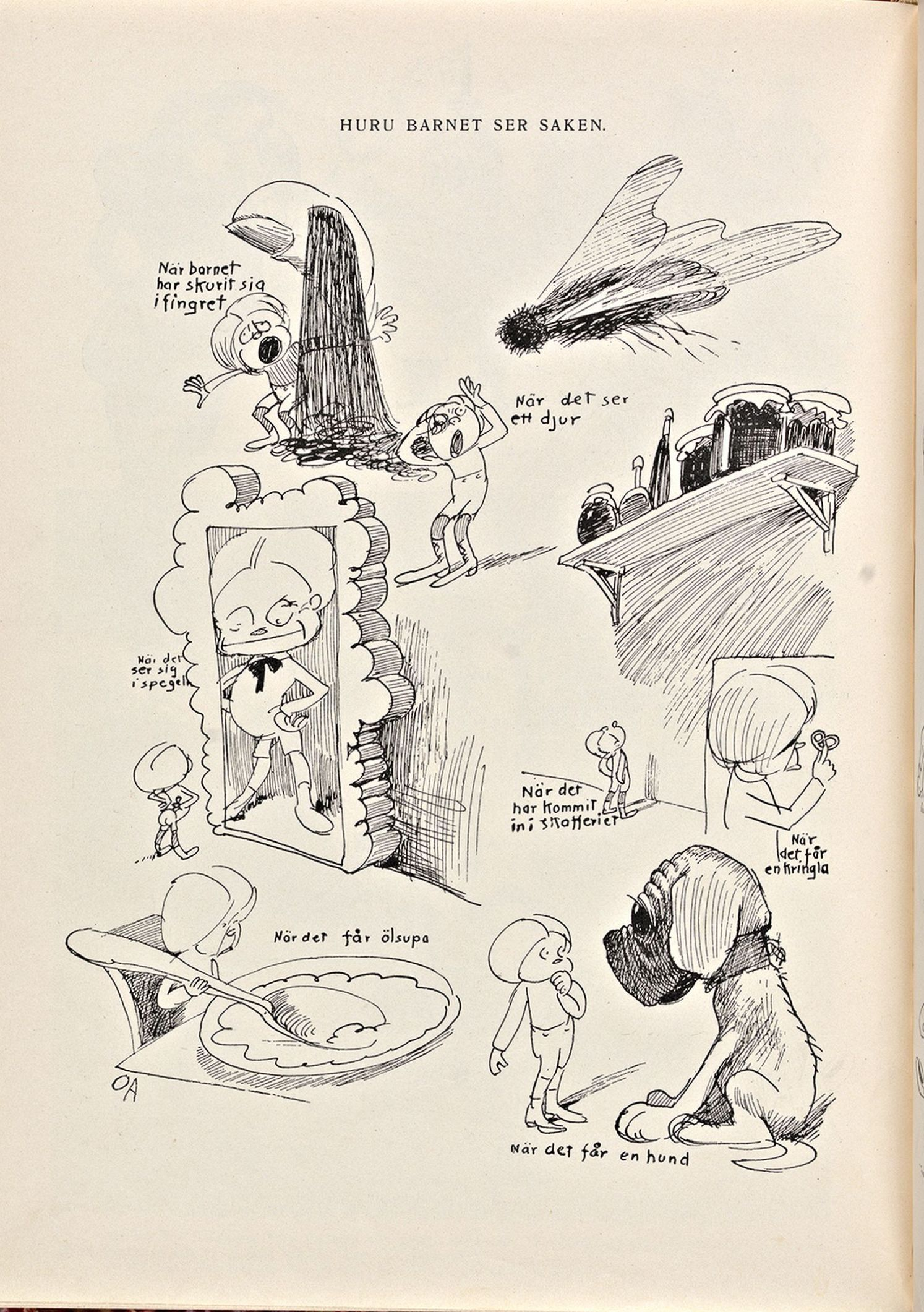
Huru barnet ser saken
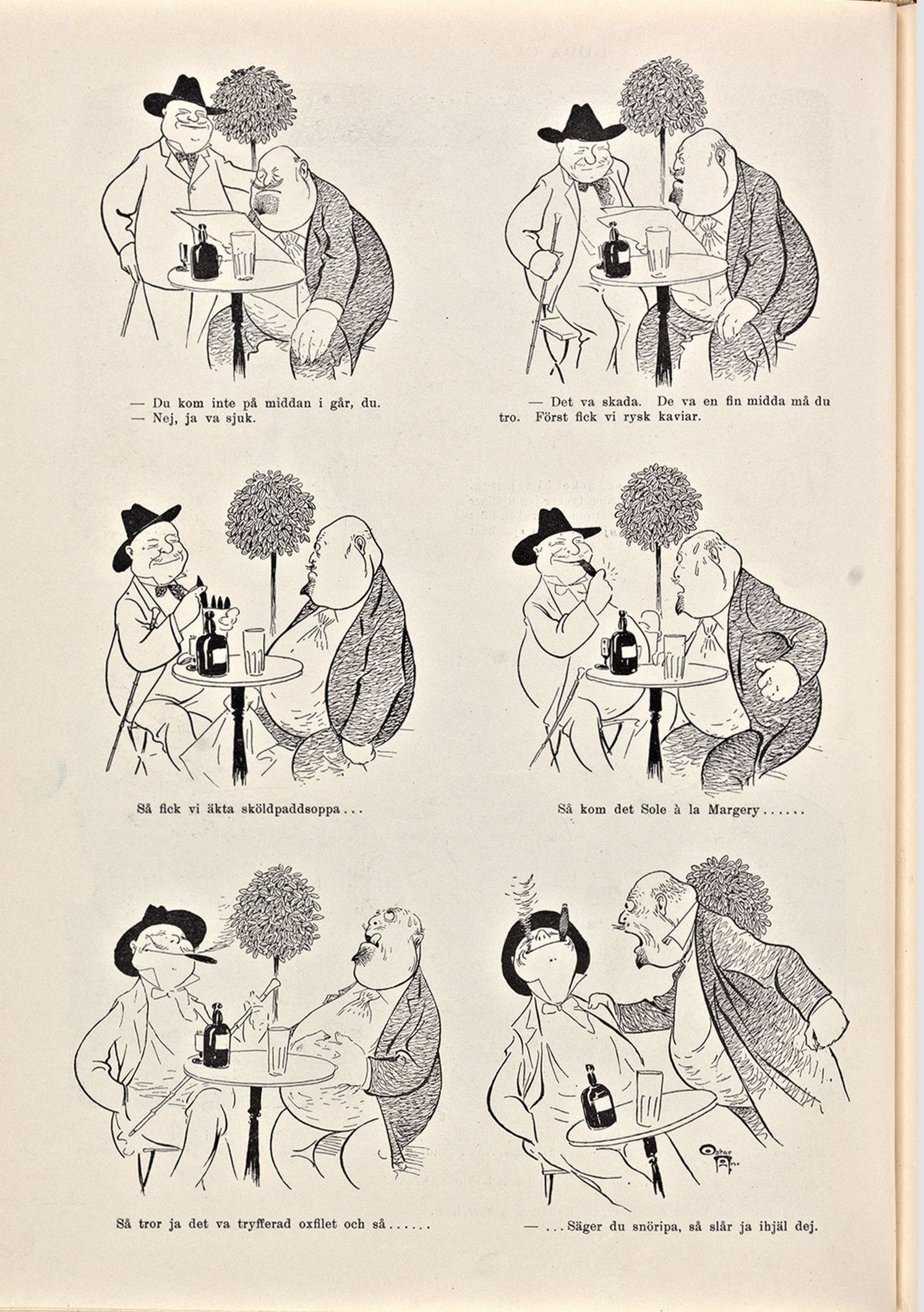
Säger du snöripa ..
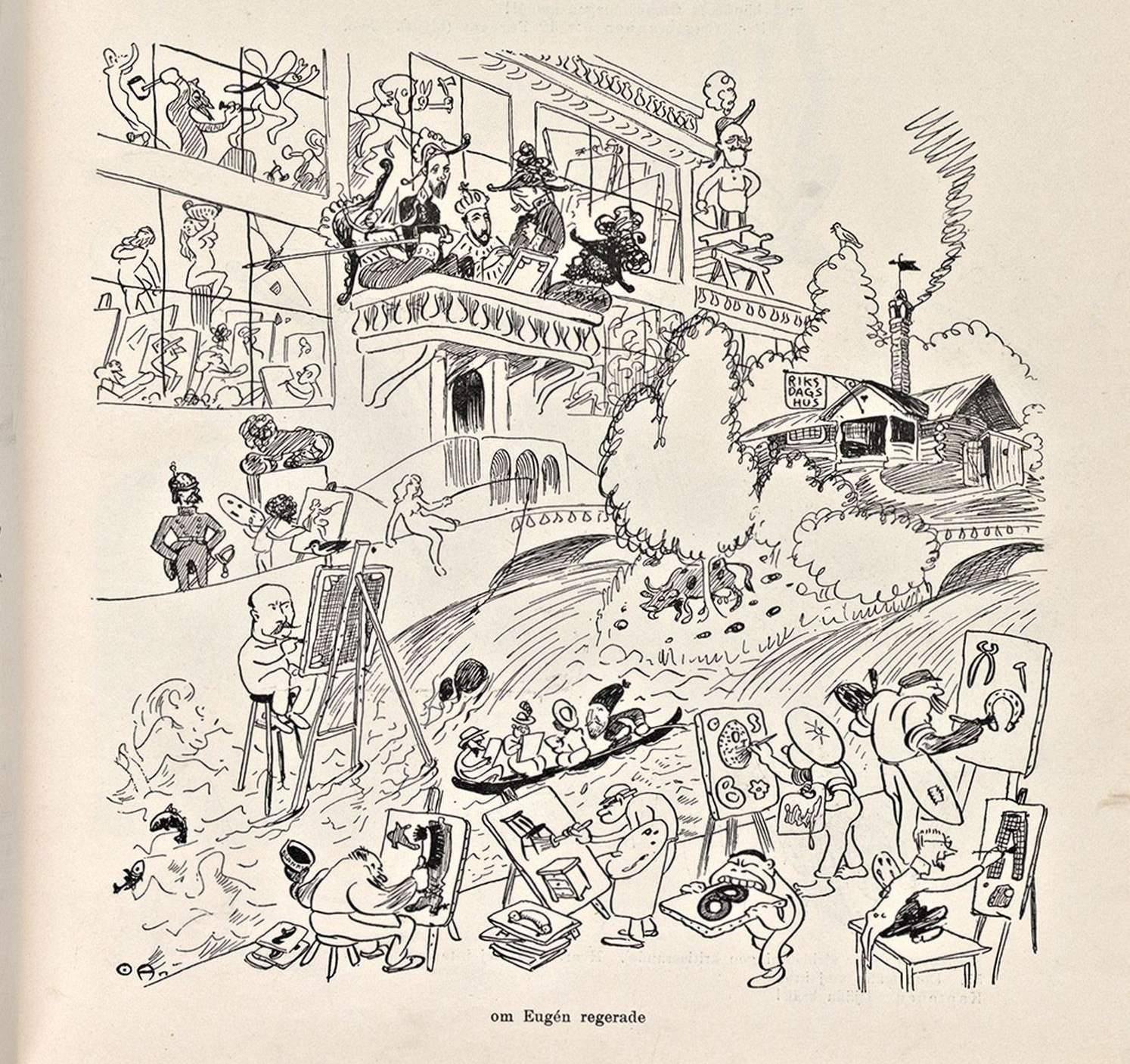
Om Eugene regerade

## Samlingsverk

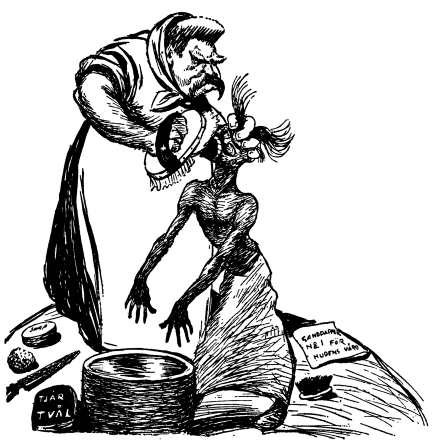
"Brantings storbyk". Hjalmar Branting försöker skrubba ren Hinke Bergegren som visar sig vara fan själv. Publicerad i Söndags-Nisse 1906.

- 1907/1913/1925 – Andersson, Oskar (1925). Mannen som gör vad som faller honom in och andra teckningar (3. uppl). Stockholm: Bonnier. Libris 1469560. http://litteraturbanken.se/#!/forfattare/AnderssonO/titlar/MannenSom/sida/5/faksimil
- 1914 – Andersson, Oskar: Karikatyrer : ett minnesalbum. Saml. 1, Åhlen & Åkerlund, Stockholm, 61 sidor.
- 1921 – Andersson, Oskar: Karikatyrer : ett minnesalbum. Saml. 3, Bonnier, 56 sidor. Redaktör: Hans Zetterström.
- 1925 – Andersson, Oskar: Karikatyrer : ett minnesalbum. Saml. 2, Bonnier, Stockholm, 48 sidor.
- 1945 – Andersson, Oskar: Karikatyrer, Bonnier, 161 sidor. Redaktör Hans Zetterström.
- 1946 – Ljungmarker, Gunnar: Oskar Andersson 1877-1906, Sveriges allmänna konstförening, Stockholm, Libris 1429708
- 1946 – O.A. Miniatyralbum med teckningar av Sveriges roligaste karl. Tidningsbilaga. 32 s. Format 14x10 cm. [12] [13]
- 1955 – Andersson, Oskar: En resa jorden runt och andra teckningar, Natur och kultur, Stockholm, 79 sidor. Redaktör Roland Hentzel, inledning av Kar de Mumma.
- 1956 – Andersson, Oskar: Mannen som gör vad som faller honom in och andra historier, Bonnier, 161 sidor. Redaktör Hans Zetterström.
- 1962 – Andersson, Oskar: Mannen som gör vad som faller honom in och andra historier, Bonnier, Stockholm, 161 sidor. Redaktör Hans Zetterström.
- 1968 – Andersson, Oskar: Fånerier o.a. skämtbilder, Bernce, Malmö, 142 sidor. Redaktör Helmer Lång.
- 1970 – Andersson, Oskar: Mannen som gör vad som faller honom in : urval, Aldus/Bonnier, Stockholm, 129 sidor.
- 1976 – Andersson, Oskar: OA:s bästa : en jubileumskavalkad, Bernces, Malmö, 191 sidor, ISBN 91-500-0339-9 (inb). Redaktör Helmer Lång.
- 1981 – Andersson, Oskar: Mannen som gör vad som faller honom in och andra teckningar, Niloe, Uddevalla, ISBN 91-7102-118-3. Inledande essä av Knut Jaensson.
- 1982 – Lång, Helmer (red.): Okända blad av Oskar Andersson, Bokförlaget Settern, ISBN 91-7586-074-0.
- 1985 – Andersson, Oskar: Oskars absurditeter : serier, Corona, Malmö, 48 sidor, ISBN 91-564-0975-3. Redaktör Ulf Bergström.
- 1985 – Andersson, Oskar: Oskars absurditeter : fånerier, Corona, Malmö, 48 sidor, ISBN 91-564-0976-1. Redaktör Ulf Bergström.
- 1989 – Andersson, Oskar: En resa jorden runt, Tago Förlag, Stockholm, ISBN 91-86540-211.
- 1995 – Andersson, Oskar: Mannen som gör vad som faller honom in, Bouquiniste, Lund, 64 sidor, ISBN 91-972632-0-6.
- 2005 – Andersson, Oskar: Mannen som gör vad som faller honom in : skämtteckningar och serier i urval, Bakhåll, Lund, 78 sidor. ISBN 91-7742-230-9 (inb). Efterord av Peter Glas.